# Society for Exact Philosophy
Die Society for Exact Philosophy (SEP) (zu deutsch etwa: Gesellschaft für exakte Philosophie) ist eine nordamerikanische Gesellschaft für Philosophie, die sich der Anwendung exakt-wissenschaftlicherer (z. B. mathematischer) Methoden in der Philosophie widmet. Sie wurde 1970 in Montreal gegründet. Seit 1976 gibt es jährliche Treffen, die in der Regel abwechselnd in den USA und Kanada stattfinden. 
Zu ihren Mitgliedern gehören u. a. Dorit Bar-On, Tyler Burge, Nancy Cartwright, Hector-Neri Castañeda (verstorben), Patricia Churchland, Harry Deutsch, Antony Eagle, Kit Fine, Branden Fitelson, Susan Haack, Ian Hacking, Jaakko Hintikka, R. I. G. Hughes, Dale Jacquette, David Kaplan, Storrs McCall, Vann McGee, Marc A. Moffett, Chris Mortensen, Charles D. Parsons, Terence Parsons, Graham Priest, Nathan Salmon, Stephen Schiffer, Stewart Shapiro, Roy Sorensen, Bas van Fraassen, Edward N. Zalta.